# Augustus Daniel
Augustus Moore Daniel (6 décembre 1866 – 7 novembre 1950) est un conservateur britannique qui est directeur de la National Gallery de Londres de janvier 1929 à décembre 1933.

## Biographie
Daniel est né à Preston, dans le Lancashire, fils du Dr Edward MacManus Daniel. Il fait ses études à la Repton School et au Trinity College de Cambridge.
Jeune homme, Daniel voyage à l'étranger pour étudier l'attribution des peintures avec Roger Fry. Il est nommé administrateur de la National Gallery en 1925, apparemment en raison de son statut d'ami personnel et de partenaire de golf du Premier ministre Stanley Baldwin. Son installation comme directeur en janvier 1929 est perçue comme un refus des « experts » et de la professionnalisation croissante de l'histoire de l'art, de la part des administrateurs.
En 1929, la National Gallery achète le diptyque de Wilton et le portrait de groupe de la famille Vendramin par Titien ; ces acquisitions sont considérées comme les deux principales du mandat de Daniel. Cette même année, le très controversé marchand Joseph Duveen devient administrateur. L'histoire de la National Gallery par Jonathan Conlin décrit Daniel comme une « personne effacée » , mais Fry, pour sa part, admirait son « énergie formidable et sa force intellectuelle » . Comme de nombreux directeurs de la National Gallery, il est administrateur du legs Iveagh.
Daniel est nommé membre honoraire du Royal Institute of British Architects en 1929 et docteur honoris causa de Cambridge en 1931. Il est nommé Chevalier Commandeur de l'Ordre de l'Empire britannique (KBE) lors des honneurs du Nouvel An de 1932.
En 1904, il épouse Margery Welsh. Il meurt à son domicile londonien, à l'âge de 83 ans.